# Klanec
Klanec – wieś w Słowenii, w gminie Komenda. W 2018 roku liczyła 326 mieszkańców.
W miejscowości tej urodził się trzykrotny zwycięzca Tour de France - Tadej Pogačar.